# Lachenalia ensifolia
Lachenalia ensifolia är en sparrisväxtart som först beskrevs av Carl Peter Thunberg, och fick sitt nu gällande namn av John Charles Manning och Peter Goldblatt. Lachenalia ensifolia ingår i släktet Lachenalia och familjen sparrisväxter. Inga underarter finns listade i Catalogue of Life.